# Heliu

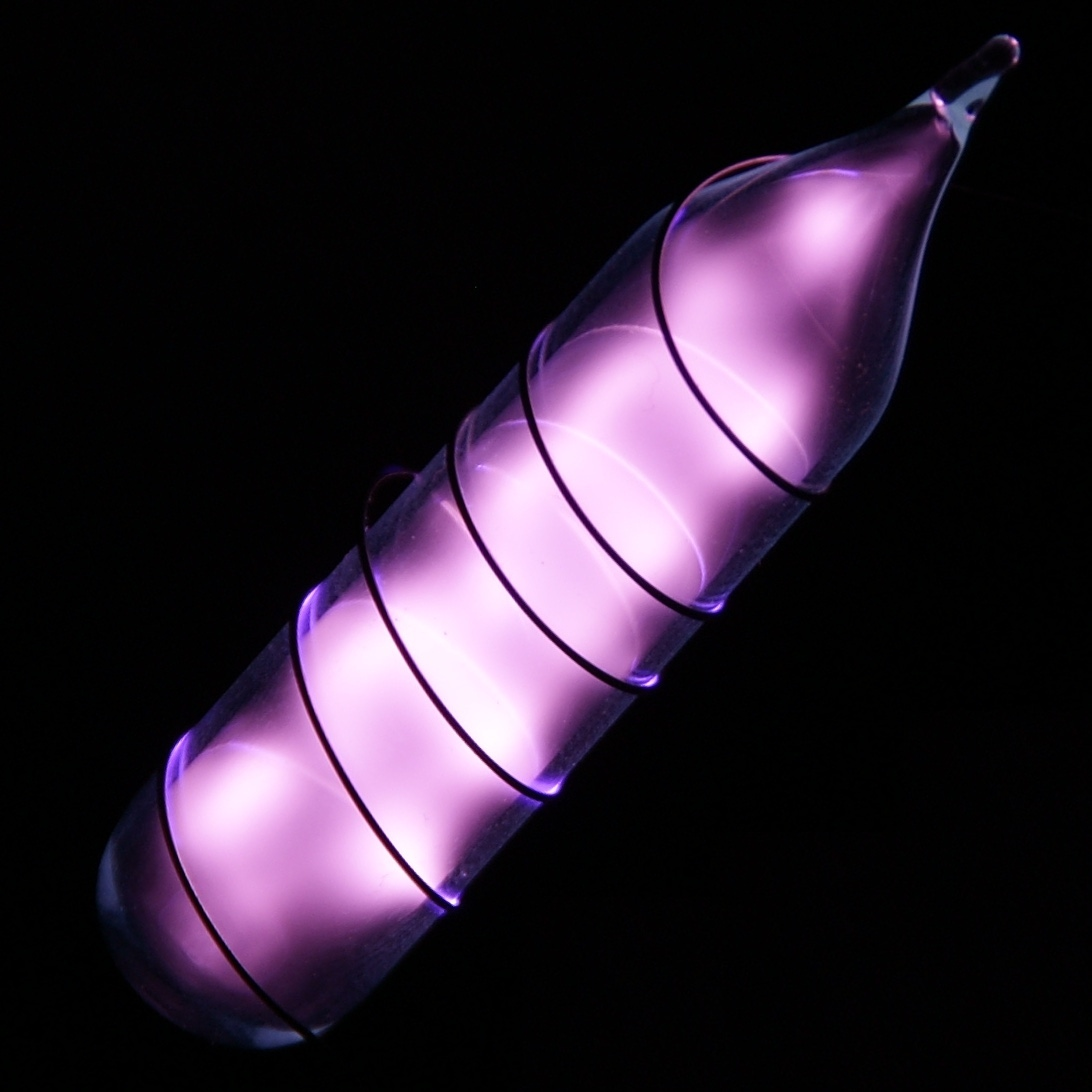
Liniile Spectrale de Heliu

Heliul este elementul chimic cu număr atomic 2 și este reprezentat prin simbolul He. Este un gaz monoatomic inert, incolor, inodor, insipid, ce este primul în grupa sa în tabelul periodic al elementelor. Are cel mai scăzut punct de fierbere și cel mai scăzut punct de topire dintre elementele chimice și se prezintă doar în stare gazoasă, în afara unor condiții extreme.
O linie spectrală neobișnuită a fost observată în lumina solară prima oară într-o eclipsă solară din anul 1868 de către astronomul francez Pierre Janssen.
Janssen este recunoscut pentru descoperirea elementului împreună cu Norman Lockyer, care a observat aceeași eclipsă și a fost primul care a spus că linia era din cauza unui nou element, necunoscut până atunci, pe care el l-a numit Heliu. În 1903, mari rezerve de heliu au fost găsite în rezervele de gaz natural din Statele Unite ale Americii, care este de departe cel mai mare furnizor de gaze. 
Heliul este utilizat în criogenie, în dispozitive de respirat sub apă, pentru răcirea magneților, în datarea cu heliu, pentru baloanele și dirijabilele cu heliu, pentru a înălța aeroplanele și nave spațiale și ca un gaz protector în multe întrebuințări industriale (ca sudarea cu arc electric). 
Inhalând un volum mic de heliu, timbrul vocal uman se subțiază. Comportamentul Heliului-4 lichid este important pentru oamenii de știință care studiază mecanica cuantică (în particular fenomenul de superfluiditate) și pentru cei care studiază efectele pe care le are materia aproape de punctul zero absolut (precum superconductibilitatea).
Heliul este al doilea element ușor și al doilea cel mai abundent element chimic în universul observabil, fiind prezent în univers în cantități de 12 ori mai mari decât ale celorlalte elemente mai grele ca heliul combinate. Abundența heliului este, de asemenea, similară cu cea de pe Soare și Jupiter. Această mare abundență se datorează foarte înaltei energii de legătură pe care o are heliul-4 (per nucleon) în comparație cu cele trei elemente ce urmează heliului (litiu, beriliu și bor). Această energie de legătură explică frecvența existenței sale ca produs atât în fuziunea nucleară, cât și în dezintegrarea radioactivă. Heliul în univers este în majoritate heliu-4 și s-a format în timpul originarului Big Bang. Cantități de heliu sunt create actualmente ca rezultat al fuziunii nucleare a hidrogenului, în toate stelele, în afară de cele foarte grele, unde heliul fuzionează în elemente mai grele spre sfârșitul vieții lor.(vezi versiunea recentă în lb.eng.) 
Pe pământ, greutatea redusă a heliului a cauzat evaporarea din norul de gaze și praf din care planeta s-a condensat, și, de aceea, este relativ rar.
Heliul prezent astăzi este în principal creat prin dezintegrarea radioactivă naturală a unor elemente radioactive grele (thoriul și uraniul), dat fiind că particulele alfa emise într-o astfel de dezintegrare constau în nuclee de heliu-4 . Acest heliu radiogen este cuprins în gaze naturale, în concentrații de până la 7 procente din volum, de unde se extrage industrial, printr-un proces de separare la temperaturi scăzute, denumit distilare fracțională.
In anul 2019 a fost descoperită prima moleculă formată în univers la cca 300.000 ani după Big Bang, hidrura de heliu (HeH+) (în engleză „helium hydride ion”). Este o combinație între un atom de heliu și un proton (fără electroni) de hidrogen. Descoperirea s-a făcut ajutorul observatorului astronomic SOFIA (Stratospheric Observatory for Infrared Astronomy, plasat în stratosferă, o cooperare germano-americană) în nebuloasa planetară NGC 7027.

## Istoric

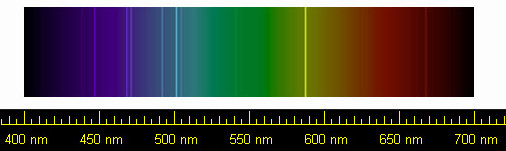
Liniile spectrale ale heliului

Prezența heliului a fost observată pentru prima dată pe 18 august 1868 sub forma unei linii spectrale de un galben intens în cadrul cromosferei Soarelui, având o lungime de undă de 587.49 nanometri, fiind detectată de către astronomul francez Pierre Janssen în timpul unei eclipse totale de Soare în Guntur, India.; inițial, linia era considerată a fi provocată de existența sodiului.
Pe 20 octombrie 1868, astronomul englez Norman Lockyer a observat de asemenea o linie galbenă în spectrul solar, numind-o linia Fraunhofer D3, deoarece era destul de apropiată de liniile cunoscute D1 și D2 ale sodiului. A concluzionat ca era cauzată de un element existent în Soare și necunoscut pe Pământ. Lockyer și chimistul englez Edward Frankland au denumit elementul prin termenul grecesc pentru Soare, ἥλιος (helios)."
```
La data de 26 martie 1895, chimistul britanic 
Sir William Ramsay
 a izolat heliul prin tratarea unui mineral numit cleveit (o varietate a 
uraninitului
 ce conține cel puțin 10% pământuri rare) cu acizi minerali. Ramsay dorea să obțină argonul, însă după ce separase oxigenul și azotul din gazul eliberat de acidul sulfuric, a observat o fâșie intensă de culoare galbenă ce se potrivea cu linia spectrală D
3
 observată în spectrul solar.
[
3
]
[
7
]
[
8
]
[
9
]
 Aceste mostre au fost identificate ca fiind heliu de către Lockyer și fizicianul britanic 
William Crookes
. A fost izolat independent din cleveit în același an de către chimiștii 
Per Teodor Cleve
 și 
Abraham Langlet
 în 
Uppsala, Sweden
, care au colectat destul gaz, suficient cât să poată determina cu acuratețe masa atomică a acestuia.
[
2
]
[
10
]
[
11
]
 Heliul a fost de asemenea izolat de către geochimistul american 
William Francis Hillebrand
 înaintea descoperirii lui Ramsay, când acesta observase niște linii spectrale neobișnuite în timp ce studia o mostră din uraninit. Totuși, Hillebrand a atribuit aceste linii azotului. Scrisoarea sa de mulțumire adresată lui Ramsay a relevat un caz interesant de descoperire în știință.
[
12
]
```

În 1907, Ernest Rutherford și Thomas Royds au demonstrat că particulele alfa sunt nuclei de heliu prin penetrarea unui perete subțire de sticlă al unui tub evacuat, apoi creând o descărcare în tub pentru a studia spectrul noului gaz. În 1908, heliul a fost lichefiat pentru prima dată de către fizicianul olandez Heike Kamerlingh Onnes prin răcirea gazului la o temperatură mai mică decât un kelvin. A încercat să îl solidifice prin continuarea reducerii temperaturii, însa a eșuat deoarece heliul nu are un punct triplu al temperaturii (la care starea de agregare solidă, lichidă și gazoasă sunt la echilibru). Studentul lui Onnes, Willem Hendrik Keesom, a reușit în cele din urmă să solidifice 1 cm3 de heliu în 1926.
În 1938, fizicianul rus Pyotr Leonidovich Kapitsa a descoperit că heliu-4(42He sau 4He, izotop ușor și non-radioactiv al heliului) nu este vâscos la temperaturi absolute, fenomen numit superfluiditate. Acest fenomen este corelat cu condensarea Bose-Einstein. În 1972, același fenomen a fost observat la heliu-3, însă la temperaturi aproape de zero absolut, de către fizicienii americani Douglas D. Osheroff, David M. Lee și Robert C. Richardson. Se crede că fenomenul este legat de împerecherea unui fermion al heliului-3 pentru obținerea bozonilor, în analogie cu perechile Cooper de electroni pentru producerea superconductivității.

## Structură atomică

#### Heliul în mecanica cuantică
Heliul are în alcătuirea sa 2 electroni care orbitează în jurul unui nucleu ce conține doi protoni și între doi și 10 neutroni (în funcție de izotop). Mecanica clasică nu poate descrie structura atomului de heliu deoarece nu se poate scrie o ecuație pentru două particule utilizând regulile acesteia. Însă există metode în mecanica cuantică ce explică compoziția sa, valorile determinate astfel având o eroare mai mică de 2% față de cele obținute experimental. În aceste modele, electronii sunt ecranați, astfel că sarcina nucleară efectivă a fiecăreia este de 1,69 unități față de 2 unități, valoare ce reprezintă sarcina nucleară efectivă a nucleului de heliu fără a se fi luat în considerare cei doi electroni.

### Stabilitatea relativă a nucleului și învelișului de electroni ale He-4
Nucleu atomului de heliu-4, care este identic cu o particulă alfa, prezintă un interes deosebit deoarece sarcina sa scade exponențial de la un maxim în punctul central, exact la fel ca densitatea sarcinii propriului nor de electroni al heliului. Motivul acestei simetrii este simplu: perechea de neutroni și perechea de electroni din nucleu se supun exact acelorași reguli de mecanică cuantică ca și perechea de electroni ai heliului (deși particulele nucleare se supun unor potențiale de legătură diferite), astfel că toți acești fermioni ocupă complet stratul 1s în perechi nici unul neavând un moment orbital angular, fiecare anulându-și reciproc spin-ul intrinsec. Această aranjare este extrem de stabilă energetic pentru toate particulele, și această stabilitate explică multe caracteristici cruciale ale heliului în natură.
De exemplu, stabilitatea și energia joasă a norului electronic al heliului explică faptul că este cel mai inert element chimic, și de asemenea lipsa de interacțiune a atomilor de heliu între ei, fapt care determină punctul cel mai scăzut de topire, respectiv de fierbere, dintre toate elementele chimice cunoscute.
Într-un mod similar, stabilitatea energetică particulară a nucleului de heliului-4, produs de efecte similare, se ia în calcul pentru producerea mai ușoară a heliului-4 în reacțiile atomice incluzând atât elemente cu emisii de particule grele, și fuziunea. Stabilitatea heliului-4 este motivul pentru care hidrogenul este convertit în heliu-4 (exceptând deuteriul sau heliul-3 sau elemente chimice mai grele) în Soare. Este de asemenea responsabil pentru faptul că particulele alfa sunt pe departe cel mai comun tip de particule barionice care sunt eliminate din nucleii atomici, deci descompunerea particulelor alfa este mult mai comună decât descompunerea oricăror altor particule.
Stabilitatea neobișnuită a nucleului de heliului-4 este de asemenea importantă în cosmologie — aceasta explică faptul că în primele minute de după Big Bang, când grămada de protoni și neutroni care au fost creați în raport de 6:1, când s-a răcit atmosfera până în punctul în care legăturile nucleare au fost posibile, primii nuclei care au fost creați au fost cei de heliu-4. Legătura de heliu-4 de fapt, încât a consumat toți neutronii liberi înainte ca ei să se dezintegreze în particule beta , lăsând foarte puțini care să mai creeze litiu, beriliu, sau bor. Legătura nucleară a heliului-4 este mai puternică decât a altor elemente (vezi nucleogeneza și energia de legătură) și astfel nici o descărcare energetică nu era disponibilă, când heliul s-a format, a format și elementele 3, 4 și 5. 
Acest lucru a fost favorabil din punct de vedere energetic pentru heliu pentru a fuziona cu elementul următor, cu o energie mai mică pe nucleon, cu carbonul. 
Cu toate acestea, din cauza lipsei de elemente intermediară, acest proces ar lua trei nuclee de heliu lovindu-se reciproc aproape simultan (a se vedea "procesul alfa triplu"). 
Nu a fost, astfel, nici un moment pentru carbonul semnificativ să fie format în Big Bang, înainte de extinderea timpurie a universului răcit într-un timp de ordinul minutelor la o temperatură și presiune la care punctul de fuziune a heliului cu carbonul nu mai era posibil. 
Acest lucru a lăsat universul timpuriu, cu un raport hidrogen-heliu similar celui actual (3 părți hidrogen la 1 parte heliu-4), cu aproape toți neutronii în univers (chiar așa cum există astăzi), prinși în heliu-4.
Toate elementele mai grele (inclusiv cele necesare pentru planete stâncoase, cum ar fi Pământul, și pentru viața bazată de carbon sau de altă natură), au trebuit astfel să fie create după Big Bang, în stele care erau suficient de fierbinți pentru a arde nu doar pe bază de hidrogen (pentru aceasta, se produce mai mult heliu), dar suficient de fierbinți pentru a arde heliul. 
Astfel de stele masive sunt rare și, prin urmare, toate celelalte elemente chimice de după hidrogen si heliu cântăresc numai 2% din masa de materie atomică a Universului. 
Heliu-4, prin contrast, constituie aproximativ 23% din materia universului obișnuit, aproape toată materia obișnuită care nu este hidrogen.

## Izotopi
Există opt izotopi cunoscuți de heliu, dar numai heliu-3 și heliu-4 sunt izotopi stabili. 
În atmosfera Pământului, există un atom de heliu-3 la un milion de atomi de heliu-4.

Spre deosebire de cele mai multe elemente, abundența izotopică a heliului variază foarte mult de origine, ca urmare a proceselor de formare diferite.
Izotopul cel mai frecvent, heliu-4, este produs pe Pământ de către dezintegrare alfa de elemente radioactive mai grele; particulele alfa care apar sunt complet ionizate de nucleele heliu-4. Heliu-4 este un nucleu stabil mai neobișnuit, deoarece ei nucleonii sunt aranjați în modelul nucleal complet. 
Acesta a fost format, de asemenea, format în cantități enorme în timpul nucleosintezei Big Bang 
Heliul-3 este prezent pe Pământ doar în cantități foarte mici, cea mai mare parte de la formarea Pământului, deși unele cade pe Pământ prins în praful cosmic.
 
Urmele sunt, de asemenea, produse de dezintegrarea beta din tritiu.

Rocile din scoarța terestră au raporturi izotopice care variază mai mult decat de 10 ori, iar aceste rapoarte pot fi folosite pentru a investiga originea rocilor și compoziția mantei Pământului.
Heliul-3 este mult mai abundent în stele, ca un produs al fuziunii nucleare. Astfel, în mediul interstelar, proporția dintre heliu-3 și heliu-4 este de aproximativ 100 de ori mai mare decât pe Pământ. 

Materialele extraplanetare, cum ar fi regolitii lunari și asteroizii, au urme de heliu-3 proveniți din bombardamentul vântului solar. 
Suprafața Lunii conține heliu-3 la concentrații de ordinul de 0,01 la un milion. 

Un număr de oameni, începând cu Gerald Kulcinski în 1986,

au fost propusi să exploreze Luna, regolitul din mina lunara și de folosirea heliu-3 pentru fuziune nucleară.
Heliul-4 lichid poate fi răcit la aproximativ 1 kelvin folosind evaporarea de răcire într-o incintă de 1 K. 
Răcire similară de heliu-3, care are un punct de fierbere mai mic, se poate realiza circa 0,2 Kelvin, într-un frigider de He-3 
Amestecuri egale de heliu-3 lichid și heliu-4 sub 0,8 K separă în două faze nemiscibile din cauza neasemănărilor (au urmat diferite statistici cuantice: atomii de heliu-4 sunt bosonii e în timp ce atomii de heliu-3 sunt fermioni)  Este utilizat frigiderul de diluare pentru acest caracter imiscibil pentru a atinge temperaturi de câteva millikelvins.
Este posibil să se producă izotopi exotici de heliu, care se dezintegrează rapid în alte substanțe.
Izotopul de heliu cu cea mai scurtă durată de viață este heliu-5 cu o înjumătățire de 7,6 e|-22 secunde.
Heliul-6 dezintegrează prin emiterea unei particule beta și are un timp de înjumătățire de 0,8 secunde.
Heliul-7 emite, de asemenea, o particulă beta, la fel ca și o rază gamma.
Heliul-7 și heliul-8 sunt create în anumite reacții nucleare. 
Heliul-6 și heliul-8 sunt cunoscute pentru a expune un halou nuclear.
Heliul-2 (doi protoni, niciun neutron) este un radioizotop care se dezintegrează prin emisia protonilor în hidrogen-1 (protiu), cu o înjumătățire de 3×10–27 secunde..

## Proprietăți fizice

### Stări de agregare

#### Fazele de gaz si plasma
Nucleu atomului de heliu-4, care este identic cu o particulă alfa, prezintă un interes deosebit deoarece sarcina sa scade exponențial de la un maxim în punctul central, exact la fel ca densitatea sarcinii propriului nor de electroni al heliului. Motivul acestei simetrii este simplu: perechea de neutroni și perechea de electroni din nucleu se supun exact acelorași reguli de mecanică cuantică ca și perechea de electroni ai heliului (deși particulele nucleare se supun unor potențiale de legătură diferite), astfel că toți acești fermioni ocupă complet stratul 1s în perechi nici unul neavând un moment orbital angular, fiecare anulându-și reciproc spin-ul intrinsec. Această aranjare este extrem de stabilă energetic pentru toate particulele, și această stabilitate explică multe caracteristici cruciale ale heliului în natură.
De exemplu, stabilitatea și energia joasă a norului electronic al heliului explică faptul că este cel mai inert element chimic, și de asemenea lipsa de interacțiune a atomilor de heliu între ei, fapt care determină punctul cel mai scăzut de topire, respectiv de fierbere, dintre toate elementele chimice cunoscute.
Într-un mod similar, stabilitatea energetică particulară a nucleului de heliului-4, produs de efecte similare, se ia în calcul pentru producerea mai ușoară a heliului-4 în reacțiile atomice incluzând atât elemente cu emisii de particule grele, și fuziunea. Stabilitatea of heliului-4 este motivul pentru care hidrogenul este convertit în heliu-4 (exceptând deuteriul sau heliul-3 sau elemente chimice mai grele) în Soare. Este de asemenea responsabil pentru faptul că particulele alfa sunt pe departe cel mai comun tip de particule barionice care sunt eliminate din nucleii atomici, deci descompunerea particulelor alfa este mult mai comună decât descompunerea oricăror altor particule.
Stabilitatea neobișnuită a nucleului de heliului-4 este de asemenea importantă în cosmologie — aceasta explică faptul că în primele minute de după Big Bang, când grămada de protoni și neutroni care au fost creați în raport de 6:1, când s-a răcit atmosfera până în punctul în care legăturile nucleare au fost posibile, primii nuclei care au fost creați au fost cei de heliu-4. Legătura de heliu-4 de fapt, încât a consumat toți neutronii liberi înainte ca ei să se dezintegreze în particule beta , lăsând foarte puțini care să mai creeze litiu, beriliu, sau bor. Legătura nucleară a heliului-4 este mai puternică decât a altor elemente (vezi nucleogeneza și energia de legătură) și astfel nici o descărcare energetică nu era disponibilă, când heliul s-a format, a format și elementele 3, 4 și 5.

Heliul este cel mai puțin reactiv gaz nobil după neon și, astfel, al doilea cel mai puțin reactiv dintre elemente. Este inert și monoatomic, în toate condițiile standard. 
Datorită masei molare relativ scăzute a heliului, în faza de gaz, conductivitatea termică, căldura specifică și viteza sunetului sunt toate mai mari decât orice alt gaz, cu excepția hidrogenului. 
Din motive similare, și, de asemenea, din cauza dimensiunii reduse a atomi de heliu, rata de difuzie a heliului prin solide este de trei ori mai mare decât a aerului și în jur de 65% din cea a hidrogenului.

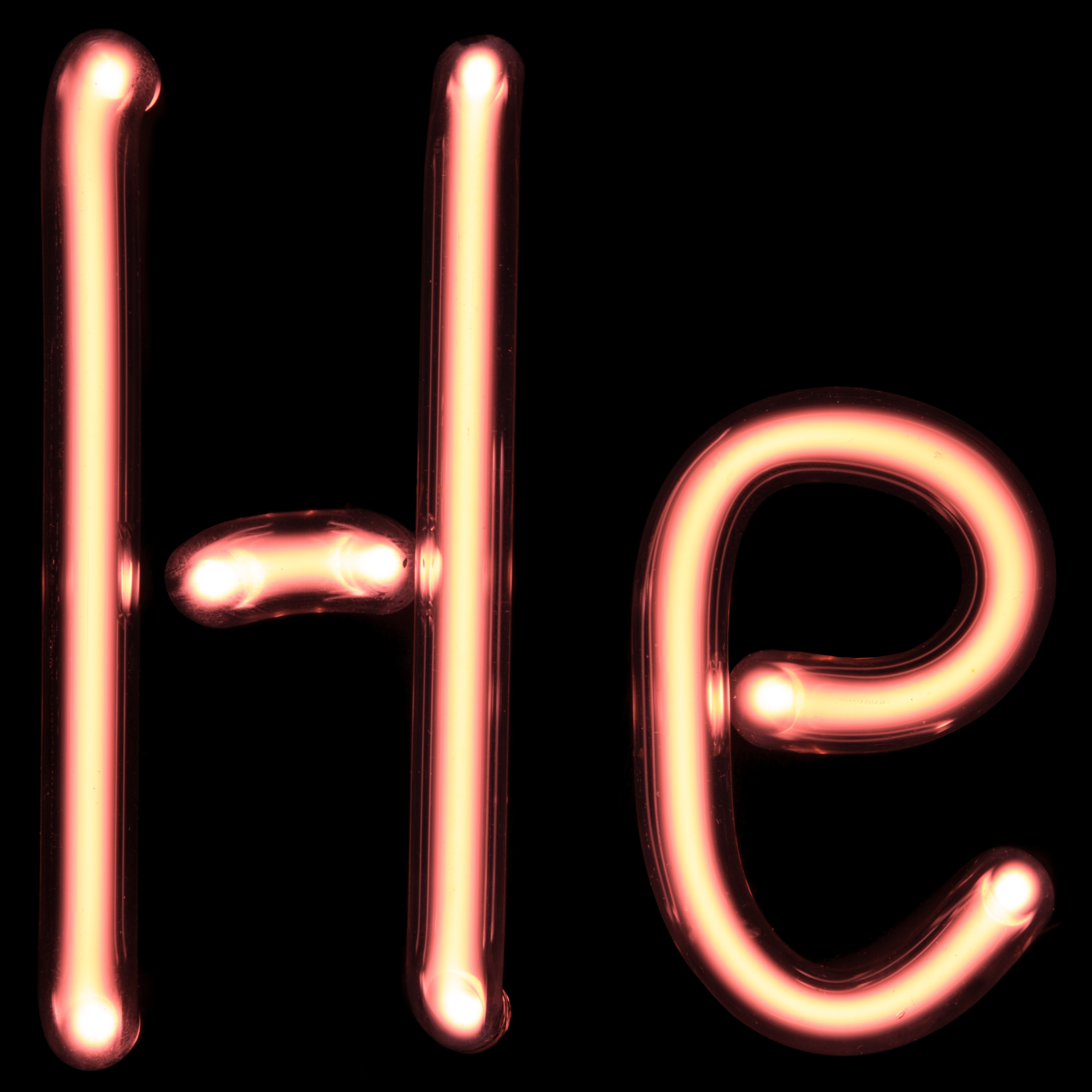
Tuburi cu heliu în forma simbolului chimic al elementului.

Heliul este mai puțin solubil în apă dintre toate gazele cunoscute, 
 
iar indexul de refracție este cel mai aproape de unitate decât oricare alt gaz.
 
Heliul are un coeficient Joule-Thomson negativ la temperaturi ambiante normale, ceea ce înseamnă că se încălzește atunci când a permis să se extindă în mod liber. 
Doar sub temperatura sa de inversiune Joule-Thomson (de aproximativ 32 - 50 K la 1 atmosferă) îi permite să se răcească în expansiunea liberă. 
Odată prerăcit sub această temperatură, heliul poate fi lichefiat prin răcire de expansiune.
Cel mai multe extraterestre heliu se găsește într-o stare de plasmă, cu proprietăți destul de diferite de cele ale atomului de heliu. 
În plasmă, electronii de heliu nu sunt strâns legați de nucleul său, rezultând o conductivitate electrică foarte mare, chiar și atunci când gazul este doar parțial ionizat. 
Particulele încărcate sunt extrem de influențate de câmpurile magnetice și electrice. 
De exemplu, în vântul solar, împreună cu hidrogenul ionizat, particulele interacționează cu magnetosfera Pământului, care au dat naștere „curenților Birkeland” și fenomenului de auroră. 

#### Fazele lichide si solide
Spre deosebire de orice alt element, heliul lichid va rămâne până la zero absolut la presiuni normale. 
Acesta este un efect direct al mecanicii cuantice: în special, energia punctului zero a sistemului este prea ridicată pentru a permite înghețarea. 
Heliul solid necesita o temperatura de 1-1,5 K (aproximativ -272 °C sau -457 °F) și presiunea de aproximativ 25 bar (2,5 Mpa).
 
Este adesea greu să se facă distincția dintre heliul solid și lichid, deoarece indicele de refracție din cele două faze sunt aproape la fel.
Solidul are un punct de topire ridicat și o structură cristalină, dar este extrem de compresibil; aplicând presiunea într-un laborator, poate descrește volumul cu mai mult de 30%.. 
, cu o greutate modulară de ordinul a 5 × 10  7  Pa
 
acesta este de 50 de ori mai compresibil decât apa. 
Heliul solid o densitate de 0.214 ± 0.006 g / ml la 1.15 K și presiunea de 66 atm, densitatea proiectată la 0 K și 25 bar este 0.187 ± 0.009 g / ml 

#### Starea I a heliului
Sub punctul de fierbere de 4.22 Kelvin și mai sus de punctul lambda de 2.1768 Kelvin, izotopul heliu-4 există într-o stare normală de lichid incolor, numit heliu I  la fel ca alte lichide criogenice, heliul fierbe atunci când este încălzit și se contracta atunci când temperatura este coborâtă. 
Sub punctul de lambda, cu toate acestea, heliul nu fierbe, și se extinde astfel incat temperatura este coborâtă în continuare.
Heliu I are un index de refracție de 1.026, asemănător cu al unui gaz, ceea ce face suprafața sa atât de greu de văzut dacă plutele de polistiren sunt adesea folosite pentru a arăta unde este suprafața.  Acest lichid incolor are o foarte mică viscozitate și o densitate de 8 ori mai mică decât cea a apei, care este doar o pătrime din valoarea așteptată de fizica clasică . Mecanica cuantică este necesară pentru a explica această proprietate și, astfel, ambele tipuri de heliu lichid sunt numite fluide cuantice, ceea ce înseamnă că afișăm proprietățile atomice pe o scară macroscopică. Acest lucru poate fi un efect al punctului de fierbere foarte apropiat de zero absolut, prevenind mișcarea aleatorie moleculară (energia termică) de la mascarea proprietăților atomice. 

#### Starea II a heliului
Heliul lichid la temperaturi sub punctul lui lambda point începe să se comporte foarte ciudat și ajunge într-o stare numită starea a 2-a a heliului. Fierberea Heliului în starea a 2-a nu este posibilă din cauza conductibilității ei termale foarte mare; orice încercare de încălzire va duce doar la evaporarea lichidului direct în gaz. Izotopul de Heliu-3 are de asemenea o stare superfluidă, dar numai la temperaturi mult mai mici; ca un rezultat, se cunoaște puțin despre aceste proprietăți ale izotopului de Heliu-3. 

Spre deosebire de lichidele normale, Heliul în starea a 2-a va difuza pe pereții unui vas pentru a ajunge la același nivel cu cealaltă parte; după puțin timp, nivelele vor fi egalate. Filmul Rollin acoperă pereții vasului mai mare, altfel Heliul în starea a 2-a s-ar fi strecurat afară.

Heliu II este un superfluid, o stare cuantică a materiei cu proprietăți ciudate. De exemplu, atunci când curge prin capilarele la fel de subțire ca 10  -7  la 10  -8  m, acesta nu are o viscozitate măsurabilă . 
Cu toate acestea, atunci când s-au efectuat măsurători între două discuri în mișcare, o viscozitate comparabilă cu cea a heliului gazos a fost observată. 
Teoria actuală explică acest lucru, folosind modelul două lichide pentru heliu II. 
În acest model, heliu lichid sub punctul de lambda conține o proporție de atomi de heliu într-o stare de bază, care sunt superfluid și curge cu viscozitatea egala exact cu zero, precum și o parte din atomii de heliu într-o stare excitată, care se comportă mai mult ca un fluid obișnuit 

În efectul fântână, o cameră este construită și conectată la un rezervor de heliu II printr-un disc sinterizat, prin care heliul superfluid se scurge cu ușurință, dar prin care heliul non-superfluid nu poate trece. Dacă interiorul containerului este încălzit, heliului superfluid se modifică la heliu non-superfluid. În scopul menținerii echilibrului, fracțiunea de heliu superfluid, heliul superfluid se scurge și crește presiunea, cauzând iesirea lichidului din recipient în fântână.

Conductivitatea termică a heliului II este mai mare decât cea a oricărei alte substanțe cunoscute, de un milion de ori decat heliul I și câteva sute de ori decât cea a cuprului.  
Acest lucru se datorează faptului că în conducția de căldură are loc o excepție cuantică. 
Cele mai multe materiale care conduc căldura și au o bandă de electroni liberi, care servesc pentru a transferă căldura. 
Heliul II nu are nicio astfel de banda de valență, dar cu toate acestea, conduce bine căldura.
Fluxul de căldură este reglementat de ecuații similare cu ecuația undelor utilizată pentru a caracteriza propagarea sunetului în aer. 
Când căldura este introdusă, se mută la 20 de metri pe secundă la 1,8 K prin heliul II, la fel ca valurile într-un fenomen cunoscut sub numele de sunet secundar .
Heliu al II-lea prezintă, de asemenea, un efect de strecurare. 
Atunci când o suprafață extinsă trece de nivelul de heliu II, heliul II se deplasează de-a lungul suprafeței, aparent împotriva fortei gravitaționale. 
Heliu II va iesi dintr-un vas care nu este sigilat prin strecurarea de-a lungul marginilor, până când se ajunge la o regiune mai caldă unde se evaporă. 
Se mișcă într-un film cu grosimea de 30 nanometri, indiferent de materialul suprafeței. Acest film se numește film Rollin, după numele fizicianului care a caracterizat prima dată această caracteristică, Bernard V.Rollin.

Ca rezultat al acestui comportament de scurgere și a capacității heliului II de a se scurge rapid prin deschideri mici, este foarte dificil să se limiteze heliul lichid.
Cu excepția cazului în care containerul este atent construit, heliul II se va strecura de-a lungul suprafeți și prin supape până când acesta ajunge undeva mai cald, în cazul în care se va evapora. 
Undele care se propagă de-a lungul unui film Rollin sunt reglementate de aceeasi ecuație ca și undele gravitaționale în apă puțin adâncă, mai degrabă decât gravitația, forța de readucere este forța Van der Waals.

## Compușii elementului
Heliul are valența zero și este inert chimic in condiții normale. Este un izolator electric, conducand curentul electric doar dacă este ionizat. Ca și celelalte gaze nobile, heliul are nivelele energetice foarte stabile (datorită straturilor complet ocupate cu electroni), acest lucru permițand ca gazul sa ramană ionizat la tensiune electrica mai mica decat potențialul sau de ionizare. Heliul poate forma compuși chimici instabili prin descărcări electrice sau bombardare cu electroni cu wolframul, iodul, fluorul, sulful si fosforul. Substantele sintetizate pana acum sunt HeNe, HgHe10, WHe2, He2+, He22+, HeH+ si HeD+. Prin aceasta tehnica a fost obținută si molecula neutră de He2, ce are un numar mari de benzi spectrale, cei doi atomi fiind uniți prin intermediul unei legaturi trielectronice bicentrice si HgHe, care este stabilizată prin forțe de polarizare. Prin electroscopie s-au putut studia heliurile PbHe2, PtHe si PdHe. Teoretic mai pot exista si alți compusi ai heliului, cum ar fi fluorhidrura de heliu (HHeF) ce reprezinta analogul fluorhidrurii de argon (HArF), descoperită in 2000. In urma calculelor s-a constatat că mai pot exista doi compuși ce conțin legături heliu-oxigen ce ar putea fi stabili. Aceste doua noi specii, CsFHeO si N(CH3)4FHeO, sunt derivați din anionul foarte stabil [F– HeO] teoretizat pentru prima oară in Taiwan in 2005. Daca un asemenea compus va fi confirmat și experimental, dat fiind faptului ca heliul este cel mai nobil element, singurul gaz rar ce ar putea forma asemenea specii chimice ar fi neonul.
Heliul poate fi înglobat în structura de tip cușcă a unei rețele fulerenice prin încălzire la presiuni înalte. Structura de fulerenă endohedrală ce se formează este stabilă la temperaturi înalte. La formarea compușilor chimici ai fulerenei endohedrale, heliul rămâne înglobat în structura compusului. În cazul folosirii izotopului He3, procesul de captare, se poate observa imediat prin spectroscopia de rezonanță magnetică nucleară a heliului. Multe fulerene continand heliu-3 au fost descoperite. Chiar daca atomii de heliu nu sunt uniți prin legaturi ionice sau covalente, aceste substanțe au proprietati și compoziție bine definite, fiind compuși chimici stoichiometrici.

## Răspândire
Heliul este, după hidrogen, cel mai răspândit element din universul cunoscut, reprezentând 23% din masa barionică a universului. Marea majoritate a heliului s-a format prin nucleosinteză la unu - trei minute după Big Bang. 

În stea e, acesta este format din fuziunii nucleare de hidrogen.
În atmosfera Pământului, concentrația de heliu are un volum de doar 5,2 părți per milion .În heterosfera Pământului, si o parte din atmosfera superioară, heliu și alte gaze mai ușoare sunt elementele cele mai abundente.
Concentratia este scăzută și relativ constanta, în ciuda producției continuă de heliu nou, deoarece cel mai mult heliu în atmosfera Pamantului se evacuează în spațiu de către mai multe procese.

 
Aproape tot heliul de pe Pământ este un rezultat al dezintegrarii radioactive, și, astfel, un balon cu heliu Pământeasc este în esență un sac de retragere al particulelor alfa. 
Heliul se găsește în cantități mari în minerale de uraniu și thoriu, inclusiv cleveite, pehblendă, carnotite și monazit, deoarece acestea emit particule alfa (nuclee de heliu, He2+), la care electronii se combina imediat, de îndată ce particula este oprita de catre piatra. În acest fel, un procent estimat de 3000 de tone de heliu sunt generate pe an de-a lungul litosferei.
În scoarța Pământului, concentrația de heliu este de 8 părți pe miliard. 
În apa de mare, concentrația este de doar 4 părți pe trilion. 
Există, de asemenea, cantități mici în mineralele din izvoarele hidrosferice, gaz vulcanic, și fier meteoritic. 
Deoarece heliul este prins într-un mod similar prin strat de rocă precum gaze naturale non-permeabile, concentrațiile cele mai mari de pe planetă se găsesc în sectorul gazelor naturale, din care provine cel mai comercială heliu. 
Concentrația variază într-o gamă largă de la un câteva ppm până la peste 7% într-un domeniu de gaz mic în San Juan County, New Mexico

### Conservarea rezervelor de heliu
Rezervele actuale de heliu sunt utilizate în aplicații numeroasele sale mult mai repede decât se completate. 
Având în vedere această situație, există preocupări majore că furnizarea de heliu poate fi epuizate în curând. 
De fapt, cele mai mari rezerve din lume se afla în Amarillo, Texas, sunt de așteptat să se termine în următorii opt ani. 
Această situație ar putea fi prevenită, dacă utilizatorii circulanti captează și recicleaza gaze și în cazul în care companiile de petrol și gaze a face uz de tehnici de captare atunci când extrag gazele, în scopul de a reface rezervele 

## Producere

### Producere la scară industrială
După ce o operațiune de forare pentru depistarea petrolului din anul 1903 în Dexter, Kansas a scos la iveală un gheizer gazos care nu ardea, geologul local Erasmus Hawortha a colectat mostre din gazul emanat și le-a adus la Universitatea din Kansas la Lawrence unde, cu ajutorul chimiștilor Hamilton Cady și David McFarland, a descoperit că gazul era constituit din 72% azot, 15% metan (un procent combustibil doar cu suficient oxigen), 1% hidrogen și 12% de gaz neidentificat. Printr-o analiză îndelungată, Cady și McFarland au descoperit că 1.84% din mostra gazoasă era heliu. Acest lucru a indicat faptul că, în ciuda faptului că este un element rar întâlnit pe Pămant, heliul se găsește în concentrații mari sub Marile Câmpii Americane, care erau viabile pentru extracție ca bioprodus al gazului natural. Cele mai mari rezerve se aflau în Hugoton, în apropierea terenurilor bogate în gaz metan din sud-estul statului Kansas și în fâșiile de pământ din Texas și Oklahoma.
Aceste resurse au transformat Statele Unite în cel mai mare distribuitor mondial de heliu. Urmând îndrumarea lui Sir Richard Threlfall, marina militară americană a sponsorizat trei mașinării mici de producere a acestui gaz în timpul Primului Război Mondial. Scopul acestui experiment era crearea unui combustibil neinflamabil și mai ușor decât aerul pentru a alimenta baloanele de baraj. Pe parcursul acestui program a fost obținută o cantitate de 5,700 m3 de heliu (puritate 92%) față de 100 litri produși anterior. O cantitate din acest gaz a fost utilizat la prima aeronavă cu combustibil din heliu (C-7, fabricată de US Navy), care a avut primul zbor între Hampton Roads, Virginia și Bolling Field in Washington, D.C. pe 1 decembrie 1921.
Chiar dacă procesul de extracție bazat pe lichefierea gazului la temperaturi joase nu a fost dezvoltat la timp pentru a fi folosit în Primul Război Mondial, producerea acestuia a continuat. Heliul a fost utilizat initial pe post de combustibil mai usor decat aerul, această întrebuințare cunoscând o dezvoltare importantă în timpul Celui De-al Doilea Război Mondial la sudarea în arc electric. Spectrometrul de masă cu heliu a fost o parte importantă în proiectarea bombei atomice din Proiectul Manhattan.
Guvernul Statelor Unite a înființat rezerva nationala de heliu în 1925 în orașul Amarillo din statul Texas, având ca scop aprovizionarea aeronavelor militar în timpul războielor și aeronavelor comerciale pe timp de pace. Din cauza embargoului militar american împotriva Germaniei, rezerva de heliu a fost diminuată, astfel Hindenburg a folosit hidrogenul pe post de combustibil. Utilizările heliului au înregistrat o scădere după Al doilea război mondial, însă a fost extinsă în anii 1950 pentru a asigura o cantitate de heliu lichid ce a fost folosit ca agent de răcire pentru a crea combustibil de rachetă pe bază de amestec de oxigen și hidrogen în timpul Războiului Rece și al cursei spațiale. În 1965, folosirea gazului în Statele Unite era de opt ori mai mare decât în timpul celui de-al doilea război mondial.
După emiterea „Amendamentelor legate de heliu în 1960” (legea publică 86–777), Biroul minelor al Statelor Unite a pregătit cinci mașinării private pentru a recupera heliul din gazul natural. Pentru acest program, Biroul a construit 684 km de conducte din Bushton, Kansas pentru a le conecta cu rezervele de gaz din Cliffside, teren aflat lângă Amarillo, Texas. Acest amestec de heliu și azot a fost injectat în pământ și apoi purificat.
După 1995, a fost colectată o cantitate de un miliard de metri cubi, rezerva de gaz având datorii de 1,4 miliarde de dolari americani. Astfel Congresul Statelor Unite a hotărât un an mai târziu oprirea succesivă a acesteia. „Actul de privatizare a heliului din 1996” prevedea golirea rezervei până în 2005.
Heliul produs între 1930 și 1945 avea o puritate de aproximativ 98,3% (2% fiind azot), cantitate adecvată pentru aeronave. În 1945, o cantitate mică era utilizată pentru sudare. Din 1949 au început să fie disponibile cantități de heliu de puritate 99.9%.
Statele Unite a fost țara ce producea circa 90% din cantitatea de heliu folosită la nivel mondial, în timp ce extracțiile din Canada, Polonia, Rusia și a altor națiuni erau infime. La mijlocul anilor 1990, o nouă exploatare s-a realizat la Arzew, Algeria, unde se produceau 17 milioane de metri cubi, cantitate necesară pentru a acoperi nevoile tuturor țărilor europene. Între timp, în anii 2000, consumul de gaz de pe teritoriul Statelor Unite s-a ridicat la peste 15 000 de tone. În 2004–2006, alte două exploatări, în Ras Laffen, Qatar și în Skikda, Algeria au fost construite, însă până în 2007 cea de la Ras Laffen funcționa la capacitate de 50%, iar cealaltă încă nu a fost inaugurată. Astfel, Algeria a devenit într-un timp scurt al doilea producător mondial de heliu. În această perioadă, prețul de consum și de producere al gazului a crescut. Între 2002 și 2007 acesta s-a dublat, iar în timpul anului 2008 producătorii au mărit prețul cu 50%.

### Extracția modernă
Pentru folosirea pe scara largă, heliul este extras prin distilare fracționată a gazului natural, care conține până la 7% heliu 
Heliul are un punct de fierbere mai mic decât orice alt element, temperatură redusă și presiune ridicată sunt folosite pentru a lichefia aproape toate celelalte gaze (cea mai mare parte azot și metan).
Gazul brut de heliu rezultat este purificat prin expunerile la temperaturi succesive de coborâre, în care aproape toate azot și alte gaze rămase se precipită din amestecul gazos. 
Cărbunele activat este folosit ca un pas de purificare finală, de obicei, ca rezultat pur 99,995% Grad-A heliu.  
Impuritatea principală în heliul Grad-A este neonul.
Într-o etapă de producție finală, cea mai mare parte din heliul care este produs este lichefiat printr-un proces criogenic. 
Acest lucru este necesar pentru aplicații care necesită heliu lichid și, de asemenea, permite furnizorilor de heliu sa reduca costurile de transport pe distanțe lungi, incat cele mai mari recipiente cu lichid de heliu au mai mult de cinci ori capacitatea celor mai mari remorci de tuburi de heliu gazoase. 
 
În 2005, aproximativ 160 de milioane de metri cubi de heliu au fost extrase din gaze naturale sau retrase din rezerve de heliu, cu aproximativ 83% din Statele Unite, 11% din Algeria, precum și cea mai mare parte restul din Rusia și Polonia. 
 
În statele Unite, cea mai mare heliu este extrasă din gaz natural din Hugoton și câmpuri de gaze din apropiere de Kansas, Oklahoma, și Texas..
Difuzarea de gaze naturale brute prin intermediul membranelor semipermeabile speciale și altor bariere este o altă metodă de a recupera și purifica heliul.

Heliu poate fi sintetizat prin bombardament de litiu sau bor cu viteza ridicata a protonilor, dar acest lucru nu este o metodă de producție viabilă economic 

## Aplicații
Heliul este folosit pentru mai multe scopuri, datorită proprietăților sale unice, cum ar fi punctul de fierbere scăzut, densitatea redusă, solubilitatea redusă, conductivitate termică maximă și inerție.
Heliul este disponibil în comerț, sub formă lichidă sau gazoasă.
În stare lichidă, acesta poate fi livrat în recipiente mici, numite “baloane Dewars”, care dețin până la 1.000 de litri de heliu, sau în containere mari, ISO, care au capacitățile nominale la fel de mari ca 11000 galoane SUA (42 m  3 ).
În stare gazoasã, cantitãți mici de heliu sunt furnizate în cilindri de înaltã presiune care dețin 300 metri cubi, în timp ce cantitãțile mari de gaze de înaltã presiune sunt livrate în remorci de tub, care au capacitãți de pânã la 180.000 de metri cubi.

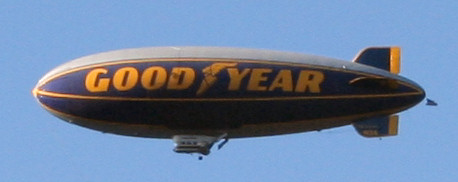
Datoritã densitãții sale reduse și incombustibilitãþii, heliul este de gaz ales pentru a umple dirijabile, cum ar fi Goodyear Blimp

### Dirijabile, baloane și rachete
Pentru că este mai ușor decât aerul, dirijabilele și baloanele sunt de cele mai multe ori umflate cu heliu.
În timp ce hidrogenul este cu aproximativ 7% mai mult plutitor, heliul are avantajul de a fi n;h\
on-inflamabil (în afară de a fi agent de ignifugare) 
În rachete, heliul este folosit ca un ulaj pentru a deplasa combustibilul și oxidantii în rezervoare de stocare și de a condensa hidrogenul și oxigenul pentru a face combustibil pentru rachete.
Acesta este, de asemenea, folosit pentru a curãța de combustibil și oxidant echipamentele de sprijin la sol înainte de lansare și de hidrogen prerãcit lichid în spațiul de vehiculului.
De exemplu, rapelul Saturn V utilizat în programul Apollo are nevoie de aproximativ 13 de milioane de metri cubi (370,000 m  3 ) de heliu pentru a lansa 

### Aplicații comerciale și de agrement
Laserele heliu-neon au diverse aplicații, inclusiv cititorare de coduri de bare.
Heliul este mai putin dens decat aerul atmosferic, de aceea poate schimba timbrul ) vocii unei persoane atunci când este inhalat. Cu toate acestea, inhalarea dintr-o sursă comercialã tipică, cum ar fi cea folosită pentru a umple baloane, poate fi periculoasă, din cauza riscului de asfixiere din cauza lipsei de oxigen, precum și numărul de contaminanti care pot fi prezenti. Acestea ar putea include urme de alte gaze, în plus față de ulei lubrifiant aerosolizat.
Datorita solubilității sale reduse în țesutul nervos, amestecurile heliului, cum ar fi: trimix (gaz de respirație), heliox și heliair sunt folosite pentru scufundări în adânc, pentru a reduce efectele narcozei generate de azot.
La adâncimi mai joase de 150 m., cantităților mici de hidrogen li se adaugă un amestec de heliu-oxigen pentru a contracara efectele sindromului nervos de presiune înaltă. La aceste adâncimi, densitatea joasă a heliului este găsită pentru a reduce considerabil efortul de respirație.

### Detecția scurgerilor industriale
Una dintre aplicațiile industriale ale heliului este detectarea scurgerilor. Pentru că difuzia prin solide de la de trei ori rata aerului, heliul este utilizat ca un gaz trasor pentru a detecta scurgeri în vid ale echipamentelor și containerelor de înaltă presiune.

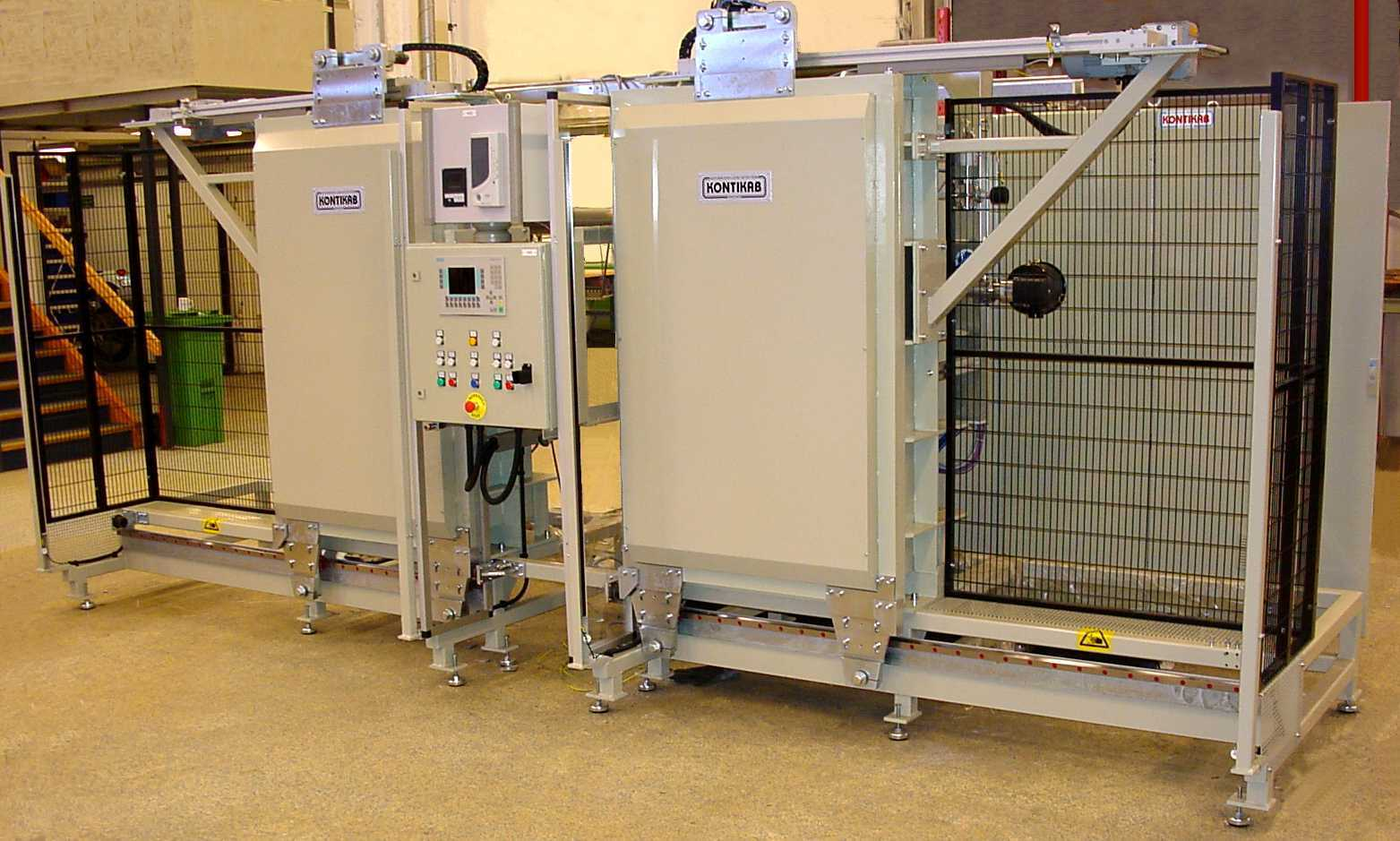
O cameră duală de detecție a scurgerilor de heliu de la KONTIKAB.

Pentru a determina rata totală de scurgere a produsului testat (de exemplu, în pompele de căldură sau un sistem de aer condiționat), obiectul este plasat într-o cameră de testare, aerul din camera este eliminat cu pompe de vid și produsul este umplut cu heliu sub presiune specifică.
Heliu care scapa prin scurgeri de informații este detectat de un dispozitiv sensibil (spectrometru de masă), chiar și la ratele de scurgere la fel de mici ca 10  -9  mbar l / s.
Procedura de măsurare este în mod normal, automatã și este numită „testul integral al heliului”.
Într-un test simplu, produsul este umplut cu heliu și un operator cautã manual scurgerile cu un dispozitiv portabil numit sniffer.
Pentru inerția și conductivitatea sa termicã maximă, transparența neutronică, și pentru că nu formeazã izotopi radioactivi în condiții de operare a reactorilor, heliul este utilizat ca mediu de transfer termic în unii reactori nucleari răciți cu gaz  Heliul este utilizat ca un gaz de protecție în procesele de sudură cu arc la materialele care sunt ușor contaminabile de către aer.
Heliul este utilizat ca un gaz protector în producerea cristalelor de siliciu și germaniu, în producția titanului și zirconiului și în cromatografia gazelor, deoarece este inert.
Datoritã inerției sale, a naturii sale de gaz ideal, a vitezi maxime a sunetului, și valorii ridicate a capacitãții calorice, este de asemenea util în tunelele de vânt supersonice

și facilitãților impulsului..
Heliu, amestecat cu un gaz mai greu, cum ar fi xenon, este util pentru refrigerare termoacusticã, datoritã  capacității sale termice masice mari și a numãrului Prandtl mic..
Inerția heliului are avantaje de mediu mai mari decât sistemele de refrigerare conventionale, care contribuie la epuizarea stratului de ozon sau încãlzirea globalã 

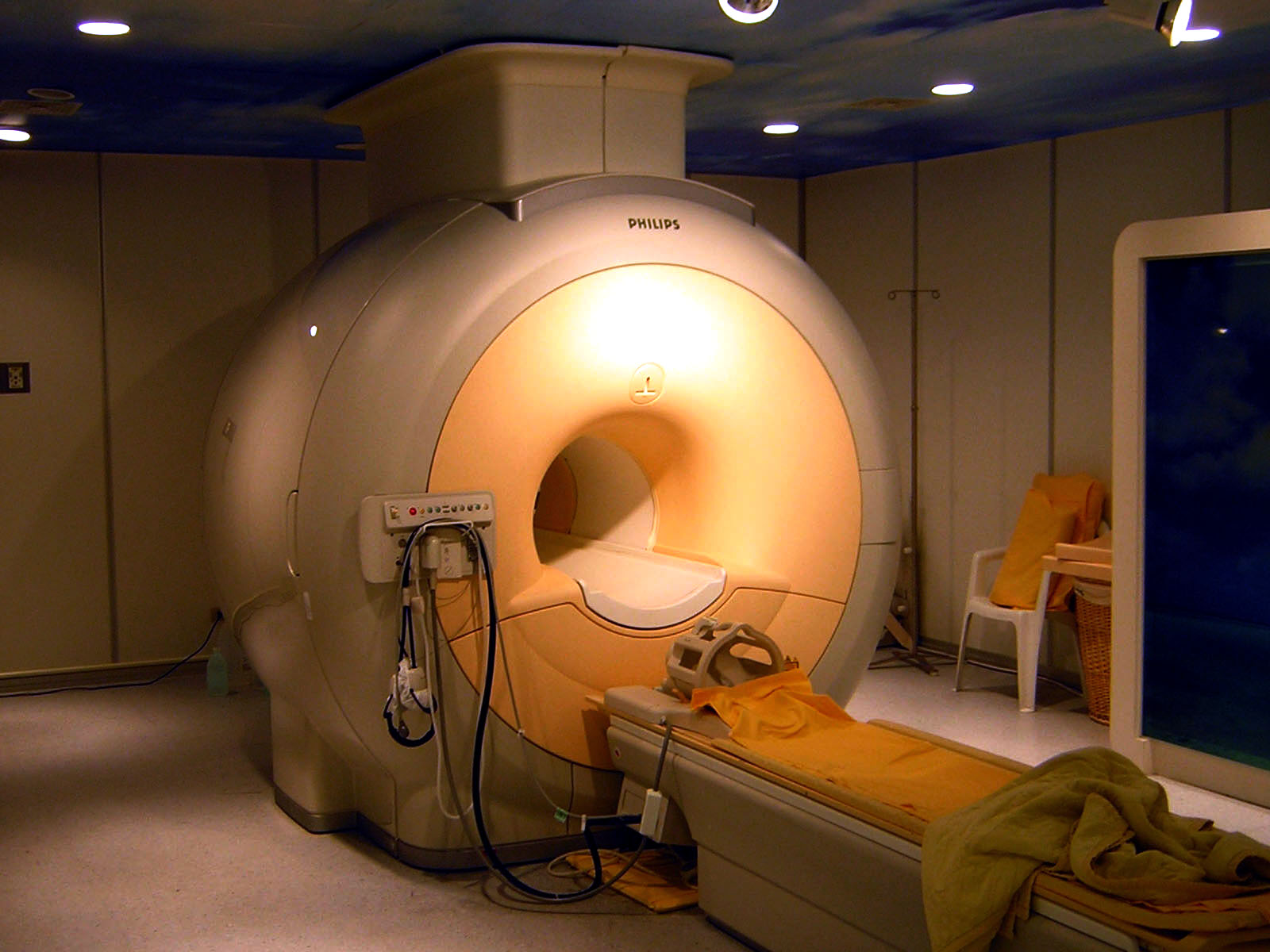
Heliul lichid este utilizat pentru rãcirea magneților supraconductori în scanere moderne MRI.

### Alte utilizări în știință
Utilizarea heliului reduce efectele distorsionante ale variațiilor de temperaturã în spațiul dintre lentile, în unele telescoape, din cauza indexului de refracție extrem de redus.
 Această metodă este folosită în special în cazul telescoapelor solare, [11] [12]acolo unde tuburile telescopice cu vid ar fi foarte greu de utilizat.
Vârsta rocilor și mineralelor care conțin uraniu și thoriu poate fi estimată prin mãsurarea nivelului de heliu printr-un proces numit datarea heliului.
Heliul lichid este folosit pentru a răci anumite metale la temperaturi extrem de scăzute necesare pentru superconductivitatea acestora, cum ar fi magneți supraconductori, pentru imagistica de rezonanță magnetică.
Large Hadron Collider de la CERN foloseste 96 de tone de heliu lichid pentru a menține o temperatură la 1,9 grade Kelvin 
Heliul la temperaturi joase este, de asemenea, utilizat în criogenie.
Sub formă de gaz, este frecvent utilizat pentru cromatografia gazelor.
Rata de scurgere de nave industriale (de obicei camere de vid și rezervoare criogenice) este mãsuratã cu ajutorul heliului din cauza diametrului sãu molecularã mic și pentru cã este inert.
Nici o altã substanțã inertã nu se va scurge prin intermediul micro-fisurilor sau micro-porilor în peretele unui vas, la o ratã mai mare de heliu.
Un detector de scurgeri de heliu, numit „spectrometru de masã cu heliu”, este folosit pentru a gãsi scurgerile din vase.
Scurgerile de heliu prin fisuri nu ar trebui confundate cu permeabilitate gaz printr-un material în vrac.
În timp ce heliul a fost documentat cu constante de permeabilitate (astfel, o rata de penetrare calculabilã) prin sticlã, ceramică și materiale sintetice, gaze inerte, cum ar fi heliul, nu vor pătrunde cele mai multe metale grele

## Rolul elementului în biologie

### Efecte biologice
Vocea umana nu este asemanatoare cu un instrument cu coarde, unde un corp ce vibreaza stabileste complet inaltimea unui sunet. La om, mai degraba, faldurile vocale actioneaza ca o sursa de vibratie politonica, asemeni registrelor intalnite la instrumentele muzicale din lemn. La fel ca si la instrumentele de lemn, marimea cavitatii rezonante joaca un rol important 

în alegerea și dezvoltarea unei anumite frecvențe fundamentale de vibrație sau armonică, în timpul producerii sunetului. Vocea unei persoane care a inhalat heliu suferă schimbări temporare ale timbrului într-un mod care face să sune strident, deoarece accentele mai mari sunt amplificate. Viteza sunetului în heliu este de aproape trei mai mare decât ori viteza sunetului în aer, căci frecvența fundamentală a unei cavități umplute cu gaz este proporțională cu viteza sunetului în gaz, atunci când este inhalat heliu există o creștere corespunzătoare a pasului frecvențelor de rezonanță a tractul vocal. ( Efectul opus, scăderea frecvenței, poate fi obținută prin inhalarea unui gaz greu cum ar fi hexafluorura de sulf).
Pentru a produce sunete, corzile vocale umane vibrează în aerul pe care îl expirăm din plămâni, viteza acestui proces determinând tonalitatea vocii (cu cât ele vibrează mai repede, cu atât tonalitatea este mai înaltă). Deoarece densitatea heliului este mai mică decât cea a mediului ambiant, corzile vocale vibrează mai rapid și astfel se schimbă tonalitatea, devenind mai înaltă. Efectul invers, cel în care se obțin frecvențe mai joase, poate fi obținut prin inhalarea kriptonului.
Inspirarea heliului in exces poate fi dăunătoare, producand asfixierea prin înlocuirea oxigenului necesar respirării. Inhalarea heliului pur in mod continuu duce la moarte in cateva minute. Respirarea lui direct din cilindrii presurizați este extrem de periculoasă, cauzand barotraumatisme, astfel rupand țesutul plămânilor. Totuși, decesele cauzate de heliu sunt rare, intre 2000 si 2004 inregistrandu-se două cazuri in Statele Unite.
La presiuni ridicate (mai mult de 2 MPa), un amestec de oxigen si heliu (Heliox) poate provoca Sindromul Nervos al Înaltelor Presiuni, afecțiune ce poate fi ameliorata prin adaugarea unei mici cantitați de azot.

## Măsuri de protecție chimică
Heliul neutru în condiții standard nu este toxic, nu provoaca afecțiuni biologice și se pot găsi urme de acest gaz în sange. Dacă se inhalează o cantitate mare de heliu astfel incat să dislocuiască oxigenul necesar respirării, el poate provoca asfixierea. Condițiile de siguranță pentru heliul criogenic sunt similare celor pentru heliul lichid; temperatura sa foarte scazută poate provoca arsuri la rece și din cauza raportul de expansiune gaz-lichid se pot provoca incendii dacă nu sunt instalante depresurizatoare. Recipientele cu heliu gazos la temperaturi intre 5 si 10 kelvini trebuiesc manipulate intocmai ca cele ce conțin heliu lichid din cauza expansiunii termice rapide și semnificative care se produce la mai puțin de 10 K, cand heliul gazos este incalzit la temperatura camerei.